# سانتياغو كارتاغينا
سانتياغو كارتاغينا (بالإسبانية: Santiago Cartagena) هو لاعب كرة قدم أوروغواياني، ولد في 1 سبتمبر 2002 في مونتيفيديو في الأوروغواي.

## وصلات خارجية
- سانتياغو كارتاغينا على موقع قاعدة بيانات كرة القدم.إي يو (الإنجليزية)
- سانتياغو كارتاغينا على موقع Soccerway.com (الإنجليزية)
- سانتياغو كارتاغينا على موقع عالم كرة القدم.نت (الإنجليزية)